# Гіватаїмська обсерваторія
Гіватаїмська обсерваторія - найстаріша астрономічна обсерваторія в Ізраїлі. Її основна діяльність ведеться в освітній сфері. Вона також є центром тяжіння астрономів-аматорів. В обсерваторії знаходиться центральний офіс Ізраїльської астрономічної асоціації. Обсерваторія розташована у місті Гіватаїм на вершині пагорба Козловський, найвищого у районі Гуш-Дан (висота 87 м над рівнем моря), у східній частині саду Другої Алії (Ган а-Алія а-Шнія).

## Історія
Будівництво обсерваторії було розпочато в 1967 році. У той час щільність населення в Центральному окрузі Тель-Авіва була ще невисока, і світлове забруднення було невеликим, так що нічне небо було таким саме темним, як у сільській місцевості в наші дні. З моменту створення обсерваторії нею керує Ізраїльська астрономічна асоціація за посередництвом мерії міста Гіватаїм.

## Діяльність
Обсерваторія приймає відвідувачів кілька разів на тиждень. Кожен захід включає лекцію і спостереження за місяцем, планетами та іншими доступними на даний момент об'єктами. Раз на тиждень в обсерваторії проводяться лекції представників Ізраїльської астрономічної асоціації з астрономії, астрофізики, космології, фізики тощо. Додаткові заходи в обсерваторії включають гуртки для дітей та курси для дорослих, наукову роботу для учнів старших класів, спеціальні заходи під час сонячних та місячних затемнень, появи комет і т.д.
Обсерваторія співпрацює з Міністерством освіти, а також з ізраїльськими та закордонними вишами.

## Досягнення
- Перший знімок туманності Тухле яйце у видимому світлі в 2001[1].
- Перший вимір швидкості обертання комети Гейла - Боппа (C/1995 O1) навколо своєї осі в 1995 році.
- Рекорд за кількістю спостережень за змінними зорями на одну особу на рік, визнаний Американською асоціацією спостерігачів змінних зір (American Association of Variable Star Observers) - Офер Габзо, 22 тисячі спостережень у 1992 році.

## Телескопи та інше обладнання
- Телескоп Meade LX200 Schmidt-Cassegrain 16 дюймів
- Телескоп Meade LX200 Schmidt-Cassegrain 12 дюймів
- Телескоп Meade Starfinder Newtonian 16 дюймів
- Телескоп-рефрактор Coude 6 дюймів
- Coronado 40mm PST
- Різні телескопи з меншим діаметром
- Meade Deep Sky Imager (color and pro version)
- Meade Pictor 1616
- Meade Lunar-Planetary Imager